# 邱氏齿螯蛛
邱氏齿螯蛛（学名：Enoplognatha qiui）为球蛛科齿螯蛛属的动物。在中国大陆，分布于四川、甘肃等地，常栖息于桑树枯叶中。该物种的模式产地在四川乡城、甘肃皇城。